# Trianthema parvifolia
Trianthema parvifolia là một loài thực vật có hoa trong họ Phiên hạnh. Loài này được E.Mey. ex Sond. miêu tả khoa học đầu tiên năm 1862.